# Consiglieri nazionali della Camera dei fasci e delle corporazioni
I consiglieri nazionali della Camera dei fasci e delle corporazioni, come previsto dalla legge del 1939 che istituì la Camera, furono nominati con decreto 11 marzo 1939 e rimasero in carica per la sola XXX legislatura del Regno d'Italia. L'elenco era formato da membri del Gran consiglio del fascismo, del Consiglio Nazionale del Partito Nazionale Fascista e del Consiglio nazionale delle corporazioni.
Il loro numero non era limitato e a inizio legislatura nel 1939 erano 681. Nei quattro anni di durata della legislatura (dal 23 marzo 1939 al 2 agosto 1943) ci furono varie sostituzioni.

## Composizione originaria

### A
- Giacomo Acerbo, membro del Gran consiglio del fascismo, vicepresidente della corporazione della orto-floro-frutticoltura
- Matteo Adinolfi, vicepresidente della corporazione vitivinicola e olearia
- Augusto Agazzi, componente della corporazione del mare e dell'aria
- Antonio Aghemo, componente della corporazione dei prodotti tessili
- Giuseppe Agnino, componente della corporazione dei cereali
- Tonino Agodi, componente della corporazione della orto-floro-frutticoltura
- Alcide Aimi, componente della corporazione dei cereali
- Umberto Ajello, segretario federale di Livorno
- Umberto Alberici, componente della corporazione dei prodotti tessili
- Giovanni Battista Alessandri, segretario federale di Alessandria
- Alessandro Alessandrini, componente della corporazione delle costruzioni edili
- Dino Alfieri, ministro della cultura popolare e membro del Gran consiglio del fascismo; dimissionario il 31 ottobre 1939[4]
- Fabio Allegreni, componente della corporazione dei cereali
- Luigi Amadori, componente della corporazione della meccanica
- Umberto Amaduzzi, componente della corporazione delle professioni e delle arti
- Orazio Amato, componente della corporazione delle professioni e delle arti
- Ermanno Amicucci, componente della corporazione della carta e della stampa; sottosegretario di Stato per le corporazioni dal 31 ottobre 1939[4]
- Aldo Andreoli, componente della corporazione della carta e della stampa
- Francesco Andriani, componente della corporazione dei combustibili liquidi e carburanti
- Gaetano Aneris, componente della corporazione dei cereali
- Francesco Angelini, presidente della confederazione fascista dei lavoratori dell'agricoltura e membro del Gran consiglio del fascismo
- Ferruccio Anitori, componente della corporazione della meccanica
- Napoleone Aprilis, vicepresidente della corporazione dei prodotti tessili
- Domenico Arcidiacono, componente della corporazione del mare e dell'aria
- Italo Ariata, componente della corporazione della previdenza e del credito
- Emilio Arlotti, componente della corporazione della orto-floro-frutticoltura
- Giovanni Armenise, componente della corporazione della previdenza e del credito
- Filippo Artelli, componente della corporazione del mare e dell'aria
- Filippo Ascenzi, componente della corporazione delle costruzioni edili
- Mario Ascione, componente della corporazione della zootecnia e della pesca
- Guido Asinari di San Marzano, componente della corporazione del legno
- Alberto Asquini, componente della corporazione della previdenza e del credito
- Antonio Atti, componente della corporazione della zootecnia e della pesca

### B
- Gaetano Baccari, componente della corporazione dei combustibili liquidi e carburanti
- Giovanni Battista Baccarini, componente della corporazione delle professioni e delle arti
- Iti Bacci, componente della corporazione dell'acqua, del gas e dell'elettricità
- Italo Balbo, membro del Gran consiglio del Fascismo
- Lino Balbo, segretario federale di Ferrara
- Giovanni Giuseppe Baldi, componente della corporazione della chimica
- Carlo Balestra di Mottola, componente della corporazione dell'abbigliamento
- Emilio Balletti, componente della corporazione dell'abbigliamento
- Pompeo Balzardi, componente della corporazione della zootecnia e della pesca
- Francesco Baraldi, componente della corporazione dell'ospitalità
- Michele Barbaro, componente della corporazione della orto-floro-frutticoltura
- Bernardo Barbiellini Amidei, componente della corporazione delle industrie estrattive
- Mario Giovanni Barbieri, componente della corporazione della orto-floro-frutticoltura
- Carlo Barboglio Dè Gajoncelli, segretario federale di Piacenza
- Luigi Baroffio, componente della corporazione della previdenza e del credito
- Guido Baroni, componente della corporazione delle professioni e delle arti
- Athos Bartolucci, segretario federale di Zara
- Carlo Emanuele Basile, ispettore dei Fasci italiani all'estero
- Giuseppe Bastianini, sottosegretario di Stato per gli affari esteri; cessò dalla carica il 14 ottobre 1939[5]
- Giuseppe Battifoglia, componente della corporazione delle professioni e delle arti
- Ermanno Bazzocchi, componente della corporazione del mare e dell'aria
- Luigi Begnotti, componente della corporazione delle costruzioni edili
- Giovanni Belelli, ispettore del PNF
- Francesco Bellini, ispettore del PNF; cessò dalla carica il 3 agosto 1939[6]
- Enrico Benetti, segretario federale di Treviso
- Zenone Benini, vicepresidente della corporazione della siderurgia e della metallurgia
- Antonio Stefano Benni, ministro delle comunicazioni; dimissionario il 31 ottobre 1939[4]
- Giuseppe Beratto, componente della corporazione dell'abbigliamento
- Carlo Bergamaschi, ispettore del PNF
- Francesco Berna, componente della corporazione della chimica
- Carlo Berninzone, componente della corporazione delle industrie estrattive
- Giovanni Bernocco, componente della corporazione dell'acqua, del gas e dell'elettricità
- Giulio Bertagna, componente della corporazione del mare e dell'aria
- Emilio Biaggini, segretario federale de La Spezia
- Bruno Biaggioni, segretario federale di Savona
- Bruno Biagi, componente della corporazione dei prodotti tessili
- Giovanni Battista Bibolini, componente della corporazione del mare e dell'aria
- Antonio Bifani, componente della corporazione dell'acqua, del gas e dell'elettricità
- Carlo Alberto Biggini, componente della corporazione dei prodotti tessili
- Enrico Bigini, componente della corporazione delle industrie estrattive
- Annio Bignardi, componente della corporazione dei prodotti tessili
- Luigi Bilucaglia, componente della corporazione della previdenza e del credito
- Giuseppe Biscioni, componente della corporazione vitivinicola e olearia
- Tommaso Bisi, componente della corporazione della zootecnica e della pesca
- Giuseppe Bleiner, componente della corporazione delle comunicazioni interne
- Francesco Bloise, componente della corporazione dei cereali
- Francesco Boccadifuoco, componente della corporazione della orto-floro-frutticoltura
- Federico Bocchetti, componente della corporazione delle professioni e delle arti
- Carlo Boidi, componente della corporazione delle professioni e delle arti
- Eugenio Bolondi, segretario federale di Reggio Emilia
- Pietro Bolzon, componente della corporazione delle professioni e delle arti
- Carlo Raffaele Bombrini, componente della corporazione delle comunicazioni interne
- Guido Bonaccini, componente della corporazione vitivinicola e olearia
- Alessandro Bonamici, ispettore del PNF
- Italo Bonardi, componente della corporazione della carta e della stampa
- Guido Bonato Fabris, segretario federale di Como
- Luigi Bonelli, componente della corporazione delle professioni e delle arti
- Nazzareno Bonfatti, componente della corporazione del vetro e della ceramica
- Stefano Bonfiglio, ispettore del PNF
- Antonio Bonino, segretario federale di Cuneo
- Oreste Bonomi, componente della corporazione della chimica
- Arturo Bonucci, componente della corporazione delle professioni e delle arti
- Mario Bonucci, ispettore del PNF
- Rodolfo Borghese, componente della corporazione della orto-floro-frutticoltura
- Giuseppe Borgomaneri, componente della corporazione della previdenza e del credito
- Carlo Borra, componente della corporazione della siderurgia e della metallurgia
- Giuseppe Bottai, membro del Gran consiglio del fascismo, ministro dell'educazione nazionale
- Tommaso Bottari, ispettore del PNF
- Franco Fedele Bozzi, segretario federale di Brindisi
- Ezio Braga, componente della corporazione dei combustibili liquidi e carburanti
- Anton Giulio Bragaglia, componente della corporazione dello spettacolo
- Alessandro Brass, componente della corporazione della previdenza e del credito
- Enrico Brenna, componente della corporazione del legno
- Italo Bresciani, componente della corporazione della chimica
- Fernando Maria Brignoli, componente della corporazione delle professioni e delle arti
- Alessandro Brizi, componente della corporazione dei prodotti tessili
- Dino Brocchi, componente della corporazione del legno
- Alfredo Bruchi, componente della corporazione della previdenza e del credito
- Giovanni Bruni, componente della corporazione delle industrie estrattive
- Giuseppe Bruni, componente della corporazione dei prodotti tessili
- Lorenzo Bruzzo, componente della corporazione della meccanica
- Guido Buffarini Guidi, sottosegretario di Stato per l'interno
- Vincenzo Buronzo, componente della corporazione delle professioni e delle arti
- Carlo Buttafochi, componente della corporazione vitivinicola e olearia
- Enzo Busca, segretario federale di Terni

### C
- Francesco Caccese, componente della corporazione delle industrie estrattive
- Giuseppe Caliceti, componente della corporazione dei prodotti tessili
- Celso Calvetti, componente della corporazione del vetro e della ceramica
- Alberto Calza Bini, componente della corporazione delle costruzioni edili
- Giancarlo Camerana, componente della corporazione della meccanica
- Fernando Campagnoli, componente della corporazione dei prodotti tessili
- Francesco Campanile, segretario federale di Caltanissetta
- Vittorio Campanile, segretario federale di Avellino
- Luigi Candiani, componente della corporazione della previdenza e del credito
- Giovanni Cao, componente della corporazione dell'aria e del mare
- Massimo Capialbi, componente della corporazione della previdenza e del credito
- Pietro Capoferri, componente della corporazione della meccanica
- Luigi Capri Cruciani, componente della corporazione vitivinicola e olearia
- Antonello Caprino, componente della corporazione delle comunicazioni interne
- Giuseppe Caradonna, componente della corporazione dell'acqua, del gas e dell'elettricità
- Efigenio Carli, componente della corporazione vitivinicola e olearia
- Guglielmo Carraroli, componente della corporazione della chimica
- Carlo Carretto, componente della corporazione delle costruzioni edili
- Nicola Carriero, segretario federale di Potenza
- Ernesto Carugati, ispettore del PNF
- Mario Carusi, componente della corporazione dei cereali
- Vincenzo Casalini, vicepresidente della corporazione dei combustibili liquidi e carburanti
- Francesco Casiccia, componente della corporazione della previdenza e del credito
- Vincenzo Casilli, componente della corporazione dell'abbigliamento
- Fernando Cassini, segretario federale di Reggio Calabria
- Achille Castelli, componente della corporazione dei prodotti tessili
- Giuseppe Catalano, componente della corporazione della previdenza e del credito
- Pietro Cataldo, componente della corporazione dei cereali
- Umberto Cattania, componente della corporazione delle industrie estrattive
- Francesco Catto, segretario federale di Nuoro; dal 1º luglio 1939 a Varese[7]
- Ernesto Cauvin, componente della corporazione della chimica
- Domenico Cavagnari, sottosegretario di Stato per la marina
- Ugo Cavallazzi, componente della corporazione delle costruzioni edili
- Ennio Cavina, componente della corporazione delle comunicazioni interne
- Severo Ceccanti, segretario federale di Pisa
- Dino Cecconi, componente della corporazione vitivinicola e olearia
- Paolo Ceci, componente della corporazione della zootecnia e della pesca
- Carlo Alberto Cempini Meazzuoli, componente della corporazione della meccanica
- Odoardo Censi, componente della corporazione della orto-floro-frutticoltura
- Giuseppe Cenzato, componente della corporazione dell'acqua, del gas e dell'elettricità
- Natale Cerruti, ispettore del PNF
- Giuseppe Cerutti, componente della corporazione della previdenza e del credito
- Giuseppe Chiappelli, componente della corporazione della siderurgia e della metallurgia
- Giuseppe Chiarelli, componente della corporazione della previdenza e del credito
- Ignazio Chiarelli, componente della corporazione dei prodotti tessili
- Gino Chiari, componente della corporazione dei cereali
- Pietro Paolo Terenzio Chiesa, componente della corporazione delle comunicazioni interne
- Raul Chiodelli, componente della corporazione dello spettacolo
- Edoardo Chiozzi Millelire, componente della corporazione della zootecnia e della pesca
- Tullio Cianetti, presidente della confederazione fascista dei lavoratori dell'industria e membro del Gran consiglio del fascismo
- Costanzo Ciano, membro del Gran consiglio del fascismo
- Galeazzo Ciano, ministro degli affari esteri e membro del Gran consiglio del fascismo
- Livio Ciardi, componente della corporazione dell'ospitalità
- Francesco Ciarlantini, componente della corporazione della carta e della stampa
- Furio Cicogna, componente della corporazione dei prodotti tessili
- Andrea Cilento, componente della corporazione delle comunicazioni interne
- Ezio Cingolani, componente della corporazione dei combustibili liquidi e carburanti
- Mario Cionini Visani, segretario federale di Lecce
- Leone Ciullini, componente della corporazione dell'ospitalità
- Ugo Clavenzani, componente della corporazione della meccanica
- Giuseppe Cobolli Gigli, ministro dei lavori pubblici; dimissionario il 31 ottobre 1939[4]
- Giovanni Cocca, componente della corporazione delle professioni e delle arti
- Bruno Coceani, componente della corporazione della zootecnia e della pesca
- Mario Colesanti, segretario federale di Terni
- Italo Colombati, componente della corporazione dell'acqua, del gas e dell'elettricità
- Gastone Colussi, segretario federale di Belluno; cessò dalla carica il 7 luglio 1939[8]
- Giovanni Comini, segretario federale di Brescia
- Ezio Cornelli, componente della corporazione della previdenza e del credito
- Vittorio Cortiglioni, segretario federale di Teramo
- Eugenio Coselschi, componente della corporazione della previdenza e del credito
- Tullio Cosma, componente della corporazione dell'abbigliamento
- Antonio Costa, componente della corporazione della zootecnia e della pesca
- Carlo Costamagna, componente della corporazione della orto-floro-frutticoltura
- Giovanni Costantino, segretario federale di Bari
- Andrea Cravino, componente della corporazione della orto-floro-frutticoltura
- Guido Cristini, vicepresidente della corporazione del vetro e della ceramica
- Araldo di Crollalanza, componente della corporazione vitivinicola e olearia
- Augusto Crò, componente della corporazione delle industrie estrattive
- Piero Cupello, componente della corporazione dei combustibili liquidi e carburanti
- Pietro Curatulo, componente della corporazione dei prodotti tessili

### D
- Ettore d'Andrea, segretario federale di Taranto
- Mario D'Annunzio, componente delle corporazione della meccanica
- Mario d'Havet, componente delle corporazione della meccanica
- Attilio da Empoli, componente delle corporazione della orto-floro-frutticoltura
- Paolo Dacò, componente delle corporazione dei prodotti tessili
- Giovanni Battista Dall'Armi, componente delle corporazione dei prodotti tessili
- Vittorio Dalla Bona, componente delle corporazione del legno
- Gioacchino Dallari, componente delle corporazione dei cereali
- Amilcare De Ambris, componente delle corporazione della siderurgia e della metallurgia
- Felice De Carli, componente delle corporazione della chimica
- Attilio De Cicco, segretario dei Fasci italiani all'estero
- Filandro De Collibus, componente delle corporazione dell'abbigliamento
- Guido De Cupis, componente delle corporazione delle comunicazioni interne
- Luigi De Dominicis, componente delle corporazione della zootecnia e della pesca
- Pietro De Francisci, componente il direttorio nazionale del PNF
- Amatore De Giacomo, componente delle corporazione delle professioni e delle arti
- Emilio de la Forest de Divonne, componente delle corporazione della previdenza e del credito
- Augusto De Marsanich, sottosegretario di Stato per le comunicazioni (poste e telegrafi)
- Alfredo De Marsico, componente delle corporazione delle professioni e delle arti
- Luigi Deffenu, ispettore del PNF
- Edmondo Del Bufalo, componente delle corporazione dell'acqua, del gas e dell'elettricità
- Enrico Del Debbio, componente delle corporazione delle professioni e delle arti
- Riccardo Del Giudice, presidente della confederazione fascista dei lavoratori del commercio
- Carlo Delcroix, presidente dell'Associazione nazionale mutilati e invalidi di guerra
- Gian Domenico Delfino, componente delle corporazione dei prodotti tessili
- Antonio Della Rocca, ispettore del PNF
- Giuseppe Di Blasio, componente delle corporazione del vetro e della ceramica
- Giacomo Di Giacomo, componente delle corporazione vitivinicola e olearia
- Ernesto Di Marco, componente delle corporazione della siderurgia e della metallurgia
- Ermanno Di Marsciano, segretario federale di Perugia
- Vito Di Marzio, componente delle corporazione delle industrie estrattive
- Berardino Di Stefano, componente delle corporazione della orto-floro-frutticoltura
- Gioacchino Di Stefano, componente delle corporazione dei prodotti tessili
- Giuseppe Diaz, componente delle corporazione del legno
- Marcello Diaz, componente delle corporazione della previdenza e del credito
- Arnaldo Dini, componente delle corporazione della previdenza e del credito
- Guido Donegani, componente delle corporazione della chimica
- Alberto Donella, componente delle corporazione della orto-floro-frutticoltura
- Gian Giuseppe Durini, componente delle corporazione dell'abbigliamento

### E
- Enrico Endrich, segretario federale di Cagliari
- Amedeo Esposito, componente della corporazione del legno

### F
- Giovanni Fabbrici, presidente dell'Ente nazionale fascista per la cooperazione
- Enrico Fancello, componente della corporazione delle costruzioni edili
- Amedeo Fani, componente della corporazione della previdenza e del credito
- Augusto Fantechi, componente della corporazione vitivinicola e olearia
- Vittorio Umberto Fantucci, componente della corporazione del vetro e della ceramica
- Neri Farina Cini, componente della corporazione della carta e della stampa
- Roberto Farinacci, membro del Gran consiglio del fascismo
- Alberto Fassini, componente della corporazione dell'ospitalità
- Enrico Felicella, componente della corporazione della meccanica
- Torquato Feliciangeli, componente della corporazione della meccanica
- Felice Felicioni, componente della corporazione della carta e della stampa
- Clodo Feltri, segretario federale di Modena
- Saverio Fera, componente della corporazione delle professioni e delle arti
- Ercole Walter Ferme, componente della corporazione vitivinicola e olearia
- Cesare Feroldi Antonisi De Rosa, componente della corporazione delle industrie estrattive
- Giovanni Ferragatta Gariboldi, componente della corporazione della zootecnia e della pesca
- Angelo Alfredo Ferrari, componente della corporazione della zootecnia e della pesca
- Artemio Ferrario, componente della corporazione della meccanica
- Giuseppe Ferrario, componente della corporazione della previdenza e del credito
- Giorgio Ferreri, componente della corporazione del mare e dell'aria
- Piero Ferretti, componente della corporazione del mare e dell'aria
- Franco Ferretti di Castelferretto, membro della corporazione del mare e dell'aria
- Domenico Filippi, segretario federale di Imperia
- Arnaldo Fioretti, componente della corporazione dello spettacolo
- Ermanno Fioretti, componente della corporazione della previdenza e del credito
- Ernesto Fodale, componente della corporazione della previdenza e del credito
- Gian Gaetano Fogaccia, segretario federale di Misurata
- Enrico Folliero, componente della corporazione della meccanica
- Luigi Fontanelli, componente della corporazione della carta e della stampa
- Raffaello Foraboschi, componente della corporazione della orto-floro-frutticoltura
- Luigi Formica, segretario federale di Derna
- Dante Fornaciari, componente della corporazione vitivinicola e olearia
- Ludovico Foscari, segretario federale di Venezia
- Davide Fossa, ispettore del PNF
- Mario Fossi, componente della corporazione della chimica
- Nello Fotticchia, componente della corporazione della zootecnia e della pesca
- Aldo Franca, componente della corporazione dell'abbigliamento
- Gino Franciosi, componente della corporazione del legno
- Guido Franco, componente della corporazione della zootecnia e della pesca
- Annibale Frattarelli, segretario federale di Foggia
- Mario Fregonara, componente della corporazione dei cereali
- Giuseppe Frignani, vicepresidente della corporazione della previdenza e del credito
- Primo Fumei, componente il direttorio nazionale del PNF e segretario federale di Trento

### G
- Livio Gaetani Dell'Aquila d'Aragona, componente della corporazione delle professioni e delle arti
- Antonio Gaidoni, componente della corporazione dei cereali
- Virginio Pompeo Galbiati, componente della corporazione della orto-floro-frutticoltura
- Oscar Galleni, componente della corporazione della chimica
- Lionello Garbaccio, componente della corporazione dei prodotti tessili
- Augusto Garbari, componente della corporazione dei cereali
- Dino Gardini, vicesegretario del PNF
- Armando Gariboldi, componente della corporazione dei cereali
- Pier Giovanni Garoglio, componente della corporazione dei combustibili liquidi e carburanti
- Salvatore Gatto, componente il direttorio nazionale del PNF
- Luigi Italo Gazzano, segretario federale di Salerno
- Piero Gazzotti, ispettore del PNF e segretario federale di Torino
- Marco Aldo Gennaioli, componente della corporazione dell'abbigliamento
- Carlo Gerini, componente della corporazione della zootecnia e della pesca
- Anacleto Gerosa, componente della corporazione del vetro e della ceramica
- Vittorino Gervasio, componente della corporazione vitivinicola e olearia
- Alessandro Ghigi, componente della corporazione della zootecnia e della pesca
- Francesco Giacomelli, componente della corporazione del legno
- Franco Giancola, componente della corporazione del mare e dell'aria
- Ettore Giannantonio, componente della corporazione della orto-floro-frutticoltura
- Bartolo Gianturco, componente della corporazione dei combustibili liquidi e carburanti
- Alfredo Giarratana, componente della corporazione delle industrie estrattive
- Giulio Quirino Giglioli, componente della corporazione della carta e della stampa
- Giulio Ginnasi, ispettore del PNF
- Dante Giordani, componente della corporazione della zootecnia e della pesca
- Elia Giorgetti, segretario federale di Grosseto
- Mario Giovannini, componente della corporazione delle comunicazioni interne
- Francesco Giunta, componente della corporazione della previdenza e del credito
- Pietro Giunti, componente della corporazione della orto-floro-frutticoltura
- Serafino Glarey, segretario federale di Aosta
- Pier Filippo Gomez Homen, componente della corporazione del vetro e della ceramica
- Alessandro Gorini, componente della corporazione della previdenza e del credito
- Giovanni Gorio, componente della corporazione dei prodotti tessili
- Giuseppe Gorla, componente della corporazione delle professioni e delle arti
- Luciano Gottardi, componente della corporazione della zootecnia e della pesca
- Raffaele Grana, componente della corporazione dei cereali
- Dino Grandi, membro del Gran consiglio del fascismo; dal 12 luglio come ministro di grazia e giustizia[9]
- Giuseppe Grassia, componente della corporazione dei cereali
- Ezio Maria Gray, vicepresidente della corporazione delle professioni e delle arti
- Emilio Grazioli, segretario federale di Trieste
- Carlo Griffey, componente della corporazione dell'acqua, del gas e dell'elettricità
- Felice Guarneri, ministro per gli scambi e le valute; dimissionario il 31 ottobre 1939[4]
- Emerico Guggino, segretario federale di Agrigento
- Umberto Guglielmotti, componente della corporazione della carta e della stampa
- Giovanni Guidi, componente della corporazione delle costruzioni edili
- Galeazzo Guidi di Bagno, componente della corporazione dell'ospitalità
- Bernardo Gusatti Bonsembiante, ispettore del PNF
- Angelo Cesare Guzzeloni, componente della corporazione delle comunicazioni interne

### H
- Carlo Helbig, componente della corporazione delle professioni e delle arti
- Giovanni Host-Venturi, sottosegretario di Stato per le comunicazioni (marina mercantile); ministro dal 31 ottobre 1939[4]

### I
- Ulisse Igliori, componente della corporazione delle costruzioni edili
- Guido Innocenti, segretario federale di Viterbo
- Andrea Ippolito, segretario federale di Roma

### J
- Giovanni Jacometti, componente della corporazione dell'abbigliamento
- Mario Jannelli, sottosegretario di Stato per le comunicazioni (ferrovie)

### K
- Umberto Klinger, componente della corporazione del mare e dell'aria

### L
- Giuseppe La Monaca, segretario federale di Campobasso
- Antonio La Rocca, componente della corporazione della zootecnia e della pesca
- Rosario Labadessa, componente della corporazione della chimica
- Antonio Lacava, segretario federale di Aquila
- Giovanni Laghi, componente della corporazione delle comunicazioni interne
- Vincenzo Lai, componente della corporazione vitivinicola e olearia
- Ernesto Lama, componente della corporazione dei combustibili liquidi e carburanti; cessò dalla carica il 6 giugno 1939[10]
- Rino Ruggero Lambertenghi, segretario federale di Sondrio
- Giuseppe Landi, presidente della confederazione fascista dei lavoratori delle aziende del credito e dell'assicurazione
- Ferruccio Lantini, ministro per le corporazioni e membro del Gran consiglio del fascismo; dimissionario il 31 ottobre 1939[4]
- Achille Lauro, componente della corporazione del mare e dell'aria
- Alfredo Leati, ispettore del PNF e segretario federale di Bologna
- Davide Lembo, componente della corporazione del mare e dell'aria
- Feliciano Lepore, componente della corporazione della orto-floro-frutticoltura
- Domenico Leva, componente della corporazione delle professioni e delle arti
- Ignazio Li Gotti, segretario federale di Palermo
- Antonio Limoncelli, componente della corporazione del legno
- Augusto Liverani, componente della corporazione delle comunicazioni interne
- Francesco Armando Liverani, componente della corporazione dello spettacolo
- Antonino Livoti, componente della corporazione dei prodotti tessili
- Gerardo Locurcio, componente della corporazione dell'ospitalità
- Giuseppe Lojacono, componente della corporazione del mare e dell'aria
- Luigi Lojacono, componente della corporazione dei cereali
- Alfredo Longo, componente della corporazione della previdenza e del credito
- Umberto Lovo, segretario federale di Padova
- Adriano Lualdi, componente della corporazione dello spettacolo
- Osvaldo Lucchini, componente della corporazione vitivinicola e olearia
- Giovanni Lucentini, componente della corporazione della zootecnia e della pesca
- Pasquale Lugini, ispettore del PNF
- Italo Lunelli, componente della corporazione vitivinicola e olearia
- Mario Luporini, componente della corporazione dell'abbigliamento
- Nicolò Luxardo, componente della corporazione dei combustibili liquidi e carburanti

### M
- Renato Macarini Carmignani, componente della corporazione della zootecnia e della pesca
- Ugo Maceratini, componente della corporazione della carta e della stampa
- Mario Macola, segretario federale di Gorizia; dal 24 giugno 1939 a Bolzano[11]
- Giovan Battista Madia, componente della corporazione delle professioni e delle arti
- Alfonso Maffezzoli, componente della corporazione delle costruzioni edili
- Filippo Magawly, segretario federale di Parma
- Carlo Maria Maggi, componente della corporazione dell'abbigliamento
- Paride Magini, componente della corporazione del mare e dell'aria
- Milziade Magnini, componente della corporazione del vetro e della ceramica
- Andrea Malcangi, componente della corporazione del mare e dell'aria; cessò dalla carica il 26 giugno 1939[12]
- Edoardo Malusardi, componente della corporazione della carta e della stampa
- Pietrangelo Mammano, segretario federale di Catania
- Angelo Manaresi, componente della corporazione del vetro e della ceramica
- Aurelio Manaresi, componente della corporazione della previdenza e del credito
- Antonio Mancia, segretario federale di Siracusa; cessò dalla carica il 16 agosto 1939[13]
- Guido Mancini, componente della corporazione della carta e della stampa
- Ivran Mancini, segretario federale di Ascoli Piceno
- Luigi Paolo Mancini, ispettore del PNF
- Luigi Manfredini, componente della corporazione della siderurgia e della metallurgia
- Raffaele Manganiello, segretario federale di Cosenza
- Giuseppe Manni, vicepresidente della corporazione della meccanica
- Eligio Maoli, componente della corporazione dei prodotti tessili
- Giovanni Maracchi, componente della corporazione dell'abbigliamento
- Antonio Maraini, componente della corporazione delle professioni e delle arti
- Guido Maranca, componente della corporazione della chimica
- Guido Marasini, componente della corporazione dei cereali
- Corrado Marchi, componente della corporazione dello spettacolo
- Ascanio Marchini, componente della corporazione della zootecnia e della pesca
- Alberto Mario Marcucci, componente della corporazione dei cereali
- Giovanni Maresca Donnorso di Serracapriola, componente della corporazione della orto-floro-frutticoltura
- Enrico Margara, componente della corporazione dei combustibili liquidi e carburanti
- Franco Mariani, componente della corporazione della zootecnia e della pesca
- Giovanni Marinelli, membro del Gran consiglio del fascismo e segretario amministrativo del PNF; sottosegretario di Stato per le comunicazioni dal 31 ottobre 1939[4]
- Alessandro Marini, componente della corporazione della siderurgia e della metallurgia
- Giovanni Marinoni, componente della corporazione dei cereali
- Franco Marinotti, componente della corporazione della chimica
- Dionigi Marquet, componente della corporazione vitivinicola e olearia
- Enrico Masetti, componente della corporazione della previdenza e del credito
- Giuseppe Massa, segretario federale di Genova
- Rosario Massimino, componente della corporazione della siderurgia e metallurgia
- Bruno Mazzaggio, segretario federale di Vicenza
- Mario Mazzetti, componente il direttorio nazionale del PNF
- Giuseppe Mazzini, componente della corporazione della meccanica
- Luigi Meda, componente della corporazione della previdenza e del credito
- Antonio Medas, segretario federale di Sassari
- Giacomo Medici Del Vascello, sottosegretario di Stato alla Presidenza del Consiglio dei ministri; dimissionario il 31 ottobre 1939[4]
- Alessandro Melchiori, componente della corporazione della previdenza e del credito
- Bruno Mendini, componente della corporazione del legno
- Emilio Menegozzi, componente della corporazione della siderurgia e della metallurgia
- Luigi Romano Menini, segretario federale di Pesaro
- Arturo Mensi, segretario federale di Enna; cessò dalla carica il 31 maggio 1939[14]
- Ermanno Mentaschi, componente della corporazione della previdenza e del credito
- Gaetano Messina, segretario federale di Trapani
- Ferdinando Mezzasoma, vicesegretario del PNF
- Nazzareno Mezzetti, componente della corporazione della previdenza e del credito
- Augusto Micheli, componente della corporazione della carta e della stampa
- Gabriele Michelini di San Martino, componente della corporazione della carta e della stampa
- Raimondo Michetti, componente della corporazione dell'abbigliamento
- Giovanni Milani, componente della corporazione vitivinicola e olearia
- Gino Miniati, componente della corporazione delle costruzioni edili
- Luciano Miori, componente della corporazione della carta e della stampa
- Filippo Mirabelli, componente della corporazione dei prodotti tessili
- Girolamo Misciattelli, componente della corporazione del vetro e della ceramica
- Giorgio Molfino, ispettore del PNF e presidente della confederazione fascista dei commercianti
- Oreste Montagna, componente della corporazione dei prodotti tessili
- Remo Montanari, segretario federale di Cremona
- Ilario Montesi, componente della corporazione dei combustibili liquidi e carburanti
- Basilide Morelli, componente della corporazione delle comunicazioni
- Eugenio Morelli, componente della corporazione della previdenza e del credito
- Morello Morelli, segretario federale di Asmara
- Giuseppe Moretti, componente della corporazione della zootecnia e della pesca
- Riccardo Moretti, componente della corporazione della zootecnia e della pesca
- Nino Mori, componente della corporazione dell'acqua, del gas e dell'elettricità
- Lorenzo Morigi, componente della corporazione vitivinicola e olearia
- Aurelio Moro, vicepresidente della corporazione delle costruzioni edili
- Edoardo Moroni, componente della corporazione dell'acqua, del gas e dell'elettricità
- Giovanni Morselli, componente della corporazione della chimica
- Nicola Motolese, componente della corporazione vitivinicola e olearia
- Giacinto Motta, componente della corporazione dell'acqua, del gas e dell'elettricità
- Lorenzo Mugnozza, ispettore del PNF
- Enea Muschietti, componente della corporazione dell'abbigliamento
- Benito Mussolini, presidente del consiglio dei ministri
- Mario Muzzarini, presidente della confederazione fascista degli agricoltori e membro del Gran consiglio del fascismo

### N
- Sergio Nannini, componente della corporazione dei cereali; sottosegretario di Stato per agricoltura e foreste dal 31 ottobre 1939[4]
- Vincenzo Nardi, componente della corporazione della orto-floro-frutticoltura
- Guido Natoli, componente della corporazione della orto-floro-frutticoltura
- Federico Negrotto Cambiaso, componente della corporazione del mare e dell'aria
- Niccolò Nicchiarelli, segretario federale di Bengasi
- Angelo Nicolato, componente della corporazione vitivinicola e olearia
- Alberto Nucci, segretario federale di Chieti

### O
- Vincenzo Oddo, componente della corporazione della previdenza e del credito
- Costantino Oggianu, componente della corporazione della zootecnia e della pesca
- Roberto Olmo, componente della corporazione dell'acqua, del gas e dell'elettricità
- Almerigo Ongaro, segretario federale di Fiume
- Aligi Onniboni, segretario federale di Apuania
- Cipriano Efisio Oppo, componente della corporazione dell'abbigliamento
- Biagio Orlandi, componente della corporazione dei combustibili liquidi e carburanti
- Orlando Orlandini, componente della corporazione della zootecnia e della pesca
- Giuseppe Orlando, componente della corporazione delle professioni e delle arti
- Luigi Orlando, componente della corporazione della meccanica
- Alessandro Orsi, componente della corporazione delle costruzioni edili
- Valentino Orsolini Cencelli, componente della corporazione della chimica

### P
- Biagio Pace, componente della corporazione della previdenza e del credito
- Ferdinando Pace, segretario federale di Littoria
- Nicola Tommaso Pace, componente della corporazione della zootecnia e della pesca
- Franz Pagliani, componente della corporazione delle professioni e delle arti
- Carlo Pagnone, componente della corporazione dei cereali
- Giovanni Pala, vicepresidente della corporazione del mare e dell'aria
- Pasquale Paladino, segretario federale di Novara
- Vito Palermo, componente della corporazione vitivinicola e olearia
- Giuseppe Paliasso, componente della corporazione dei prodotti tessili
- Adolfo Palombo, componente della corporazione dell'abbigliamento
- Gino Panconesi, componente della corporazione dell'ospitalità
- Giuseppe Panepinto, componente della corporazione delle industrie estrattive
- Sergio Panunzio, componente della corporazione della orto-floro-frutticoltura
- Aldo Paolini, componente della corporazione della previdenza e del credito
- Francesco Paoloni, componente della corporazione della carta e della stampa
- Raffaele Paolucci, componente della corporazione della chimica
- Rino (Efre) Parenti, componente il direttorio nazionale del PNF e segretario federale di Milano
- Alberto Pariani, sottosegretario di Stato per la guerra; dimissionario il 31 ottobre 1939[4]
- Ernesto Parodi, componente della corporazione della orto-floro-frutticoltura
- Ugo Parodi di Belsito, componente della corporazione vitivinicola e olearia
- Gabriele Parolari, vicepresidente della corporazione dell'abbigliamento
- Michele Pascolato, ispettore del PNF, presidente della confederazione fascista aziende del credito e dell'assicurazione
- Albino Pasini, vicepresidente della corporazione dell'acqua, del gas e dell'elettricità
- Luigi Pasqualucci, segretario federale di Catanzaro
- Vittorio Passalacqua, segretario federale di Siena
- Raffaele Passaretti, componente della corporazione del legno
- Mario Pasti, componente della corporazione della meccanica
- Alessandro Pavolini, presidente della confederazione fascista professionisti ed artisti; ministro per la cultura popolare e membro del Gran consiglio del fascismo dal 31 ottobre 1939[4]
- Leopoldo Pazzagli, componente della corporazione della previdenza e del credito
- Benvenuto Pelà, componente della corporazione della orto-floro-frutticoltura
- Giampietro Domenico Pellegrini, componente della corporazione della previdenza e del credito
- Ludovico Pellizzari, componente della corporazione vitivinicola e olearia
- Filippo Pennavaria, componente della corporazione della siderurgia e della metallurgia
- Francesaco Pentimalli, componente della corporazione dei cereali
- Alessandro Perone, segretario federale di Benevento
- Giuliano Pescosolido, componente della corporazione dei prodotti tessili
- Antonio Pesenti, componente della corporazione delle costruzioni edili
- Domenico Pettini, componente della corporazione del legno
- Carlo Peverelli, componente della corporazione della previdenza e del credito
- Giuseppe Peverelli, componente della corporazione delle industrie estrattive
- Pasquale Pezzuto, componente della corporazione del mare e dell'aria
- Mario Piazzesi, segretario federale di Lucca
- Ottorino Piccinato, componente della corporazione del vetro e della ceramica
- Francesco Picone, componente della corporazione della previdenza e del credito
- Gino Pierantoni, componente della corporazione dello spettacolo
- Cesare Pileri, componente della corporazione della orto-floro-frutticoltura
- Cesare Pinchetti, componente della corporazione dell'ospitalità
- Sergio Pinotti, segretario federale di Mantova
- Piero Pirelli, componente della corporazione delle comunicazioni interne
- Piero Pisenti, componente della corporazione della previdenza e del credito
- Giuseppe Pizzirani, segretario federale di Rovigo; cessò dalla carica il 5 agosto 1939[15]
- Bernardo Pocherra, ispettore del PNF
- Pier Antonio Poggi, segretario federale di Udine
- Carlo Poggio, segretario federale di Harar
- Giovanni Poli, segretario federale di Gondar
- Gaetano Polverelli, componente della corporazione delle professioni e delle arti
- Manlio Pompei, componente della corporazione del legno
- Alfonso Porreca, componente della corporazione della zootecnia e della pesca
- Ettore Pottino di Capuano, componente della corporazione dei cereali
- Amilcare Preti, componente della corporazione della meccanica
- Felice Profilo, componente della corporazione della chimica
- Giulio Egidio Proserpio, componente della corporazione del legno
- Corrado Puccetti, ispettore del PNF
- Renato Punzo, componente della corporazione dell'ospitalità
- Umberto Puppini, componente della corporazione dei combustibili liquidi e carburanti
- Antonio Putzolu, componente della corporazione dei cereali

### R
- Celio Rabotti, componente della corporazione delle professioni e delle arti
- Mario Racheli, componente della corporazione vitivinicola e olearia
- Riccardo Raffaeli, componente della corporazione dei combustibili liquidi e carburanti
- Luciano Rambelli, segretario federale di Ravenna
- Crescentino Rampone, componente della corporazione dell'acqua, del gas e dell'elettricità
- Edoardo Rapetti, componente della corporazione dell'ospitalità
- Domenico Razza, componente della corporazione della orto-floro-frutticoltura
- Augusto Rebucci, componente della corporazione dell'ospitalità
- Giuseppe Redaelli, componente della corporazione della siderurgia e della metallurgia
- Fausto Riccardi, componente della corporazione del vetro e della ceramica
- Raffaello Riccardi, componente della corporazione della orto-floro-frutticoltura; ministro per gli scambi e per le valute dal 31 ottobre 1939[4]
- Vincenzo Ricchioni, componente della corporazione dei cereali
- Enrico Ricci, componente della corporazione della carta e della stampa
- Giorgio Ricci, componente della corporazione delle costruzioni edili
- Renato Ricci, sottosegretario di Stato per le corporazioni; ministro dal 31 ottobre 1939[4]
- Riccardo Ricciardi Pollini, componente il direttorio nazionale del PNF e segretario federale di Firenze
- Luigi Ridolfi Vaj da Verrazzano, componente della corporazione delle comunicazioni interne
- Carlo Righi, segretario federale di Pistoia
- Agostino Rigi Luperti, segretario federale di Macerata
- Renato Rinaldi, componente della corporazione della previdenza e del credito
- Ernesto Risso, componente della corporazione della orto-floro-frutticoltura
- Agostino Rocca, componente della corporazione della siderurgia e della metallurgia
- Giovanni Rocca, ispettore del PNF e segretario federale di Tripoli
- Ladislao Rocca, componente della corporazione dell'abbigliamento
- Gino Rojatti, componente della corporazione dei prodotti tessili
- Attilio Romano, segretario federale dell'Egeo
- Ruggero Romano, componente della corporazione del mare e dell'aria
- Giannino Romualdi, segretario federale di Arezzo
- Secondo Ronza, componente della corporazione della carta e della stampa
- Umberto Rosa, componente della corporazione della meccanica
- Rolando Rosoni, componente della corporazione dell'abbigliamento
- Amilcare Rossi, presidente dell'Associazione Nazionale Combattenti e Reduci
- Angelo Rossi, ispettore del PNF
- Giuseppe Franco Rossi, componente della corporazione delle professioni e delle arti
- Napoleone Rossi di Montelera, componente della corporazione vitivinicola e olearia
- Edmondo Rossoni, membro del Gran consiglio del fascismo, ministro dell'agricoltura e delle foreste; confermato come membro del Gran consiglio del fascismo dal 31 ottobre 1939[4]
- Edgardo Rotigliano, componente della corporazione del legno
- Roberto Roversi, componente della corporazione dei prodotti tessili
- Luigi Russo, componente il direttorio nazionale del PNF; sottosegretario di Stato alla presidenza del Consiglio dei ministri dal 31 ottobre 1939[4]

### S
- Francesco Sacco, componente della corporazione dell'abbigliamento
- Bruno Salerno, componente della corporazione della siderurgia e della metallurgia
- Giovanni Salvagnini, componente della corporazione dei combustibili liquidi e carburanti
- Giorgio Maria Sangiorgi, componente della corporazione dello spettacolo
- Filiberto Sani, componente della corporazione dell'abbigliamento
- Nicola Sansanelli, componente della corporazione dell'ospitalità
- Eduardo Saraceno, segretario federale di Napoli
- Luigi Sarcoli, componente della corporazione delle professioni e delle arti
- Ugo Sargiacomo, componente della corporazione dei prodotti tessili
- Vincenzo Savini, componente della corporazione dei prodotti tessili
- Rosario Scaglione, segretario federale di Messina
- Salvatore Scarantino, segretario federale di Matera
- Angelo Scardia, componente della corporazione del legno
- Marco Scardovi, componente della corporazione del vetro e della ceramica
- Luigi Scarfiotti, componente della corporazione della chimica
- Natale Schiassi, ispettore del PNF
- Carlo Scorza, componente della corporazione della chimica
- Luciano Scotti, componente della corporazione del vetro e della ceramica
- Sebastiano Sebastiani, componente della corporazione del vetro e della ceramica
- Orfeo Sellani, segretario federale di Bergamo
- Gino Sequi, componente della corporazione dei cereali
- Adelchi Serena, vicesegretario del PNF; ministro dei lavori pubblici dal 31 ottobre 1939[4]
- Cesare Serono, componente della corporazione della chimica
- Arnaldo Sertoli, componente della corporazione della zootecnia e della pesca
- Giulio Sessa, componente della corporazione dei prodotti tessili
- Arrigo Solmi, ministro per la grazia e giustizia e membro del Gran consiglio del fascismo; cessò dalla carica il 12 luglio 1939[9]
- Luigi Sommariva, segretario federale di Pola
- Gutierrez Michele Spadafora, componente della corporazione dei cereali[16]
- Domenico Spinelli, componente della corporazione dei combustibili liquidi e carburanti
- Francesco Spinelli, componente della corporazione delle costruzioni edili
- Attilio Spizzi, ispettore del PNF
- Pino Stampini, segretario federale di Pavia
- Achille Starace, membro del Gran consiglio del fascismo, segretario del PNF, ministro segretario di Stato
- Giuseppe Steiner, componente della corporazione dell'abbigliamento
- Giorgio Suppiej, vicesegretario del PNF
- Giorgio Suriani, componente della corporazione delle comunicazioni interne
- Edoardo Susmel, componente della corporazione del legno
- Fulvio Suvich, componente della corporazione della previdenza e del credito

### T
- Silvio Taglietti, componente della corporazione dell'acqua, del gas e dell'elettricità
- Giuseppe Tallarico, componente della corporazione dei cereali
- Michele Tanzini, componente della corporazione della orto-floro-frutticoltura
- Manlio Tappi, componente della corporazione vitivinicola e olearia
- Alessandro Tarabini, componente della corporazione dei prodotti tessili
- Angelo Tarchi, vicepresidente della corporazione della chimica
- Giuseppe Tassinari, sottosegretario di Stato per l'agricoltura e per le foreste e per la bonifica integrale; ministro dal 31 ottobre 1939[4]
- Vincenzo Tecchio, componente della corporazione della orto-floro-frutticoltura
- Luigi Pio Teodorani Fabbri, ispettore del PNF e segretario federale di Forlì
- Attilio Teruzzi, sottosegretario di Stato per l'Africa Italiana; ministro dal 31 ottobre 1939[4]
- Ottone Terzi, componente della corporazione della meccanica
- Ignazio Thaon di Revel, vicesegretario dei Fasci italiani all'estero
- Luigi Tirelli, componente della corporazione della zootecnia e della pesca
- Nicola Titi, componente della corporazione della chimica
- Antonio Tommaselli, componente della corporazione della carta e della stampa
- Giovanni Torda, segretario federale di Rieti
- Tito Torelli, componente della corporazione dei cereali
- Gaetano Toselli, componente della corporazione della zootecnia e della pesca
- Attilio Tosi, segretario federale di Asti
- Antonio Trapani Lombardo, componente della corporazione vitivinicola e olearia
- Vittorio Tredici, vicepresidente della corporazione delle industrie estrattive
- Antonino Tringali Casanuova, membro del Gran consiglio del fascismo
- Cesare Tumedei, componente della corporazione della previdenza e del credito
- Giorgio Turlà, segretario federale di Ragusa
- Angelo Tuttoilmondo, segretario federale di Addis Abeba

### U
- Filippo Ungaro, componente della corporazione di previdenza e del credito
- Ettore Usai, componente della corporazione dei prodotti tessili

### V
- Giorgio Vaccaro, componente della corporazione dello spettacolo
- Elio Vagliano, componente della corporazione delle costruzioni edili
- Comingio Valdrè, ispettore del PNF
- Valerio Valery, componente della corporazione del vetro e della ceramica
- Giuseppe Valle, sottosegretario di stato per l'aeronautica; dimissionario il 31 ottobre 1939[4]
- Antonio Valli, segretario federale di Gimma e di Brescia
- Almo Vanelli, segretario federale di Bolzano; dal 24 giugno 1939 a Gorizia[11]
- Gino Vannuccini, componente della corporazione della carta e della stampa
- Enrico Mario Varenna, componente della corporazione della carta e della stampa
- Giovanni Vaselli, componente della corporazione delle industrie estrattive
- Romolo Vaselli, componente della corporazione delle costruzioni edili
- Aldo Vecchini, componente della corporazione dello spettacolo
- Rodolfo Vecchini, componente della corporazione dello spettacolo
- Biagio Vecchioni, componente il direttorio nazionale del PNF
- Antonio Carlo Velo, componente della corporazione vitivinicola e olearia
- Paolo Venerosi Pesciolini, componente della corporazione vitivinicola e olearia
- Vincenzo Venerosi Pesciolini, componente della corporazione della zootecnia e della pesca
- Tommaso Ventrella, componente della corporazione della carta e della stampa
- Augusto Venturi, componente della corporazione della siderurgia e della metallurgia
- Alberto Verdi, componente della corporazione della orto-floro-frutticoltura
- Zeno Verga, componente della corporazione dell'ospitalità
- Carlo Veronese, componente della corporazione dei cereali
- Vittorino Vezzani, vicepresidente della corporazione della zootecnia e della pesca
- Fortunato (Nino) Vicari, segretario federale di Ancona
- Giuseppe Vidau, componente della corporazione dell'ospitalità
- Zeno Vignati, componente della corporazione del legno
- Giacomo Vigolo, segretario federale di Mogadiscio
- Antonio Villanova, componente della corporazione dell'acqua, del gas e dell'elettricità
- Giovanni Viola, componente della corporazione vitivinicola e olearia
- Sabato Visco, vicepresidente della corporazione dei cereali
- Luigi Mario Visconti, ispettore del PNF; cessò dalla carica il 4 luglio 1939[17]
- Filomeno Vitale, componente della corporazione del legno
- Vittorio Carlo Vitali, componente della corporazione della previdenza e del credito
- Giovanni Vitalini Sacconi, componente della corporazione del mare e dell'aria
- Aurelio Vitto, segretario federale di Frosinone
- Antonino Volpe, componente della corporazione delle professioni e delle arti
- Nicola Volpe, segretario federale di Pescara

### Z
- Giuseppe Zampi, ispettore del PNF
- Vincenzo Zangara, componente il direttorio nazionale del PNF
- Carlo Mario Zanotti, componente della corporazione dei prodotti tessili
- Paolo Valerio Zerbino, segretario federale di Vercelli
- Gino Zuccarelli, segretario federale di Varese; cessò dalla carica il 1 luglio 1939[7] e fu rinominato come componente della corporazione della meccanica il 24 settembre 1939[18]

## Aggiunte e sostituzioni

### 1939
- Giovanni Ciro, ispettore del PNF, nominato il 2 maggio[19]
- Livio Cambi, componente della corporazione della siderurgia e della metallurgia, nominato il 27 maggio[20]
- Giovanni Gregorio, segretario federale di Enna, nominato in sostituzione di Arturo Mensi il 31 maggio[14]
- Renato Balzarini, componente della corporazione dei combustibili liquidi e carburanti, nominato in sostituzione di Ernesto Lama il 6 giugno[10]
- Pietro Reichlin, componente della corporazione del mare e dell'aria, nominato in sostituzione di Andrea Malcangi il 26 giugno[12]
- Luigi Gatti, segretario federale di Nuoro, nominato in sostituzione di Francesco Catto il 1 luglio[7]
- Odino Rizzardi, segretario federale di Belluno, nominato in sostituzione di Gastone Colussi il 7 luglio[8]
- Giuseppe Palladino, segretario federale di Rovigo, nominato in sostituzione di Giuseppe Pizzirani il 5 agosto[15]
- Amerigo Pispoli, segretario federale di Siracusa, nominato in sostituzione di Antonio Mancia il 16 agosto[13]
- Ettore Muti, ispettore dei Fasci italiani all'estero, nominato il 22 agosto;[21] poi come segretario del PNF dal 31 ottobre 1939[4]
- Tefik Mborja, segretario del partito fascista albanese, nominato il 18 ottobre[22]
- Giovanni Gangemi, ispettore dei Fasci italiani all'estero, nominato il 6 novembre[23]
- Francesco Pricolo, sottosegretario di Stato per l'aeronautica, nominato il 31 ottobre 1939[4]
- Ubaldo Soddu, sottosegretario di Stato per la guerra, nominato il 31 ottobre 1939[4]

### 1940 - 1943
- Augusto Agostini
- Carlo Albanese
- Umberto Albini, sottosegretario all'Interno
- Mario Alburno
- Baldassarre Rino Alessi
- Ivo Alloisio
- Luigi Americo Alzona
- Francesco Maria Aprosio
- Pietro Asti
- Adolfo Baiocchi
- Giovanni Balella
- Ennio Barberini
- Francesco Maria Barracu
- Edgardo Bazzini
- Nicola Benagli
- Bruno Besta
- Igino Betti
- Mario Bianchi
- Umberto Bianchi
- Eugenio Bofondi
- Franco Bogazzi
- Pietro Giuseppe Bologna
- Francesco Borgatti
- Carlo Borsani
- Edimiro Bortolazzi
- Giovanni Bosco
- Aurelio Bozzoni
- Fausto Buoninsegni
- Enzo Busca
- Giuseppe Cabella
- Virginio Cadei
- Dino Pietro Cagetti
- Aurelio Calandra
- Giovanni Calendoli
- Vittorio Caliceti
- Pio Calletti
- Manlio Candrilli
- Eugenio Canepa
- Ferruccio Cappi
- Enrico Caretti
- Cesare Augusto Carnazzi
- Adalberto Carolei
- Vitaliano Carusi
- Erberto Casagrandi
- Gherardo Casini
- Renato Celio
- Eugenio Cerruti
- Antonio Chiodi
- Arturo Ciano
- Mario Colamartino
- Alberto Consonni
- Luigi Contu
- Umberto Craighero
- Antonio Cremisini
- Manlio Cremonini, segretario federale del Fascio di Ancona
- Alfredo Cucco, vice segretario naz. del PNF
- Remo Curtani
- Leonardo d'Addabbo
- Nino D'Aroma
- Antonino d'Este
- Luigi Da Pozzo
- Giovanni Dall'Orto
- Luigi Gino De Andreis
- Ernesto De Marzio
- Bruno De Mori
- Aldo Dedin
- Antonio Maria Del Grosso
- Renato Della Valle
- Antonino Di Forti
- Cornelio Di Marzio
- Ettore Echaniz
- Alceo Ercolani
- Carlo Fabrizi
- Carlo Faina
- Corrado Falletti di Villafalletto
- Giuseppe Attilio Fanelli
- Dino Fantozzi
- Mario Farnesi
- Vico Farulli
- Carlo Favagrossa
- Fortunato Federigi
- Fernando Feliciani
- Ferruccio Ferazzani
- Carlo Ferrario
- Giambattista Ferrario
- Franco Ferretti di Castelferretto
- Lando Ferretti
- Carlo Antonio Fossati
- Rino Corso Fougier
- Ettore Frattari
- Alessandro Frontoni
- Alfonso Gaetani
- Olao Gaggioli
- Dalmazzo Galanzino
- Enzo Emilio Galbiati
- Gino Gallarini
- Leonardo Gana
- Celso Maria Garatti
- Ezio Garibaldi
- Salvatore Gatti
- Agide Gennari
- Fulvio Gerardi
- Camillo Giannantoni
- Luigi Gianturco
- Flaminio Ginnasi
- Mario Gino
- Petru Giovacchini
- Giuseppe Girgenti
- Giovanni Giro
- Sandro Giuliani
- Luigi Gobbi Belcredi
- Manlio Goffi
- Mario Gradi
- Asvero Gravelli
- Francesco Grossi
- Paolo Maria Guarini
- Nino Guuglielmi
- Alfredo Guzzoni
- Luigi Hemmeler
- Alessandro Hiver
- Galileo Intorre
- Vincenzo Jannelli
- Jup Kazaki
- Antonino Li Calzi
- Eqrem Libohova
- Angelo Lodini
- Giuseppe Lombrassa
- Giovanni Lonzu
- Michele Morsero
- Vittorio Nanti
- Luigi Natali
- Luigi Nay Savina
- Olo Nunzi
- Martino Offeddu
- Orlando Olivieri
- Mario Onnis
- Vittorino Ortalli
- Guido Otelli
- Alessandro Palladini
- Giuseppe Pallotta della Torre del Parco
- Pierluigi Pansera
- Carlo Pareschi
- Piero Parini
- Arduino Pascotto
- Ettore Patrizi
- Ampellio Pattini
- Giuseppe Pavoncelli
- Giuseppe Augusto Pavoncelli
- Paolo Pietro Pedani
- Camillo Pellizzi
- Carlo Perusino
- Augusto Pescosolido
- Corrado Petrone
- Pacifico Guido Pianigiani
- Luigi Piccirilli
- Mario Pigli
- Valerio Pignatelli
- Gustavo Piva
- Pietro Piva
- Bruno Puccioni
- Puccio Pucci
- Frangiotto Pullè
- Chiarissimo Quaglio
- Paolo Quarantotto
- Raffaello Radogna
- Guido Ramaccioni
- Bruno Rao Torres
- Alessandro Ratti
- Carlo Ravasio
- Marino Reatto
- Arturo Riccardi
- Guido Rispoli
- Luigi Rizzo di Grado
- Stefano Rizzone Viola
- Arturo Rocchi
- Angelo Rognoni
- Giuseppe Rotini
- Ubaldo Rottoli
- Salvatore Saggese
- Giuseppe Saltalamacchia
- Luigi San Germano
- Enrico Santamaria
- Italo Sauro
- Francesco Savà
- Enzo Savorgnan di Brazzà
- Salvatore Saggese
- Giuseppe Saltalamacchia
- Luigi San Germano
- Enrico Santamaria
- Italo Sauro
- Francesco Savà
- Enzo Savorgnan di Brazzà
- Luca Scoti Bertinelli
- Antonio Scuero
- Genunzio Servidori
- Saverio Siniscalchi
- Antonio Sorice
- Biagio Gino Sotis
- Gutierrez Michele Spadafora
- Giovanni Spangaro
- Italo Stagno
- Bruno Stefanini
- Mario Sterle
- Sergio Stroppiana
- Cesare Studiati
- Fernando Tanucci Nannini
- Renato Tassinari
- Vittore Tattara
- Carlo Tiengo
- Enzo Toracca
- Renato Trevisani
- Alfredo Urbinati
- Mario Urbinati
- Agostino Vandini
- Aldo Vidussoni
- Ugo Vincenzini
- Giovanni Vinci
- Alfonso Virdia
- Giuseppe Visconti
- Alberto Zaccherini
- Mario Zamboni
- Federico Zapelloni